# Dorstenia cayapia
Dorstenia cayapia là một loài thực vật có hoa trong họ Moraceae. Loài này được Vell. mô tả khoa học đầu tiên năm 1829.